# Clamator levaillantii

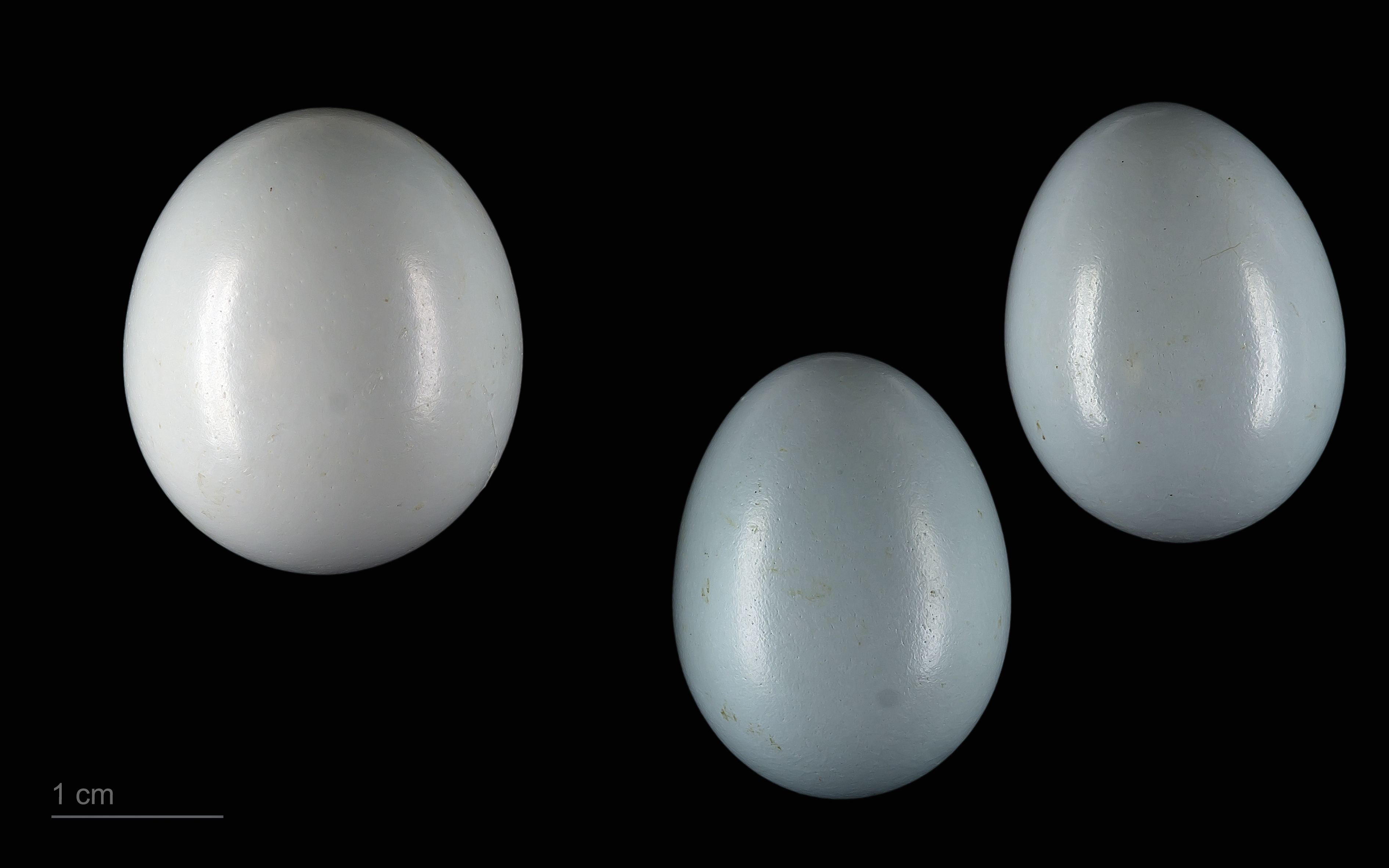
Clamator levaillantii + Turdoide plebejus

Clamator levaillantii là một loài chim trong họ Cuculidae.